# Theorells

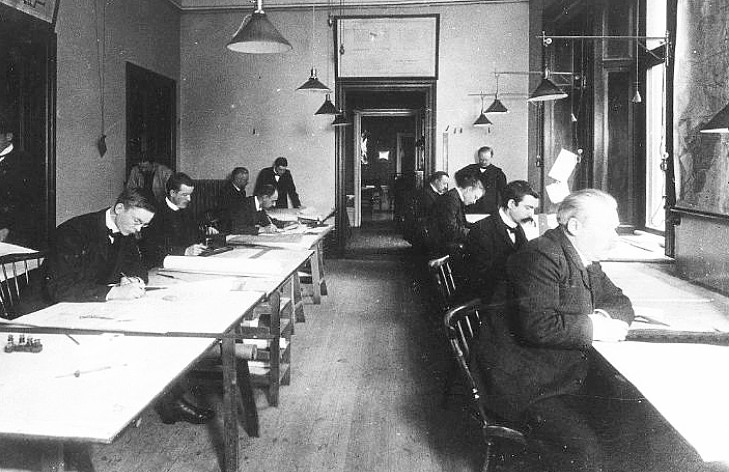
Theorells ingenjörsbyrå i fastigheten Sånglärkan 2 vid Sköldungagatan 4 i Stockholm, 1930-tal.

Theorells Installationskonsult AB var ett stockholmsbaserat konsultföretag som sysslade med VVS-projektering. 
Företaget grundades av civilingenjör Hugo Theorell 1889, då under namnet Hugo Theorells Ingenjörsbyrå.
Hugo Theorell hade dessförinnan arbetat för Johan Erik Cederblom, en tidig förespråkare för centralvärme.
Det centralvärmesystem som till en början projekterades var luftburen värme, luften värmdes i en kalorifär.
Man förespråkade även tidigt fjärrvärme.

Theorells Installationskonsult blev sedermera uppköpt av Sweco. 2007 försvann namnet helt då namnet ändrades till Sweco Systems AB.
Sweco delar årligen ut ett pris till minne av Hugo Theorell, Swecos Hugopris, i form av en förgylld så kallad theorellventil.